# Returnal
Returnal è il quarto album in studio del musicista statunitense Oneohtrix Point Never, pubblicato nel 2010.

## Tracce
1. Nil Admirari – 5:05
2. Describing Bodies – 4:18
3. Stress Waves – 5:42
4. Returnal – 4:43
5. Pelham Island Road – 7:36
6. Where Does Time Go – 6:25
7. Ouroboros – 2:04
8. Preyouandi – 6:11